# O Primo Basílio (1923)
O Primo Basílio foi uma adaptação para cinema da obra homónima de Eça de Queirós, realizada por Georges Pallu, em 1922. Foi a primeira vez que uma obra de Eça de Queirós foi adaptada ao cinema.

## Elenco
- Amélia Rey Colaço como Luísa
- Raul de Carvalho como Jorge
- Arthur Duarte como Ernestinho
- Robles Monteiro como Basílio
- Regina Montenegro como Tia Vitória
- António Pinheiro como Conselheiro Acácio
- Ângela Pinto como Juliana
- Deolinda Saial
- Maria Campos, como Joana